# Tonči Stipanović
Tonči Stipanović (ur. 13 czerwca 1986) – chorwacki żeglarz sportowy, srebrny medalista olimpijski z Rio de Janeiro.
Zawody w 2016 były jego drugimi igrzyskami olimpijskimi, debiutował w 2012 (czwarte miejsce). W Brazylii zajął drugie miejsce w klasie Laser. W 2012 zdobył srebrny medal mistrzostw świata, był także mistrzem Europy (2010, 2011, 2013, 2014) i medalistą igrzysk śródziemnomorskich (złoto w 2013, srebro w 2009)